# Ludo Vici
Ludo Vici (* 29. Oktober 1967 in München; bürgerlich Florian Ludowici) ist ein deutscher Schauspieler, Musiker, Autor und Theaterregisseur.

## Filmografie (Auswahl)
- 1995: Reise nach Weimar (TV, ARD)
- 1996: Dr. Knock (TV, ARD)
- 1998: Deine besten Jahre (TV, ARD)
- 1998: Comeback für Freddy Baker (TV, ARD)
- 2006: Die Erntehelferin (TV, ARD)
- 2010: Fürchte deinen Nächsten (Kurzfilm der HFF München)
- 2010: Karam (Kurzfilm)
- 2011: Tom und Hacke (Kino, Zorro Film)
- 2012: Little Che (Kurzfilm der HFF München)
- 2013: Into the Suite (Kino)
- 2015: No Goodbye (Kurzfilm)
- 2015: German Angst (Kino)
- 2016: Voicemail (Kurzfilm)
- 2016: Nr. 85 (Kurzfilm)

## Serien
| - 1994: Tatort: Frau Bu lacht (ARD) - 1997: Sophie - Schlauer als die Polizei (SAT.1) - 1999: Medicopter 117 (RTL) - 2003: Polizeiruf 110 (ARD) - 2015: Mein dunkles Geheimnis (Sat.1) - 2016: Der Alte - Folge 407: Der letzte Tanz (ZDF) |

## Bühne
- 1989: Theaterzelt: Das Schloss (Blocher in „Die Physiker“)
- 1991/92: Theater EX libris (Büchner in „Die Rede des Georg Büchner“)
- 1992/93: Theater EX libris
- 1993/94: Theater EX libris, Amphitheater Heraklion (Diverse Rollen in „Der kleine Prinz“)
- 1994: Theaterakademie München (Mr. Moon in „Der wahre Inspector Hound“)
- 1994/95: Theater EX libris, Peter Weiss Stiftung (Bruder in „Das Nebeneinander Zweier Unsinne“)
- 1996: Japanisches Palais Dresden (Danton in „Danton lebt“)
- 2005/06: Teamtheater / München
- 2007: Engelbrot / Berlin (Der Alte in „Die Stühle“)
- 2007: Engelbrot / Berlin (Psychiater, Richter, Gitarrist in „Marie Johanna“)
- 2008/09: Engelbrot / Berlin (Soloprogramm: „Ich, Georg Büchner“)
- 2010: Teamtheater München (Soloprogramm: „Ich, Georg Büchner“)
- 2011: Fools Theater, Holzkirchen (Nietzsche, Van Helsing in „Der Fall Dracula“)
- 2011: Teamtheater München (Claus Peymann in „Claus Peymann kauft sich eine Hose und geht mit mir essen“)
- 2010/13: Teamtheater München (Kabarett- und Musikshow „Salon zur kleinen Weltherrschaft“)
- 2012/13: Vereinsheim München, Schlachthof München, Teamtheater München (Kabarettprogramm „Limmer & Vici“)
- 2015: Teamtheater München (Kabarettprogramm „Der Sturmfelder: Weiter“)

## Autor
- Das Nebeneinander Zweier Unsinne, Thomas Bernhard Textcollage (Peter Weiss Stiftung Berlin)
- Danton lebt (Japanisches Palais Dresden)
- Bruderliebe (Teamtheater München, Stadttheater: Hagen, Ingolstadt, Augsburg, Engelbrot / Berlin)
- Hauser Kaspar Mensch (In Vorbereitung)
- Die Gefangenen (verlegt bei proscript-Verlag)
- Ich, Georg Büchner (Rocktheater über das Leben G. Büchners, Engelbrot/Berlin)

## Musik
- Electronic Projekt „thinkQ“ - Deutscher Poppreis 2004[1]
- Electronic Projekt „thinkQ“ - Debütalbum „authentic“ release 2005[1]

## Fernsehen
Mitwirkender im Internetfernsehsender Störsender.tv